# Mercedes Cup 2016
La Mercedes Cup 2016 è un torneo maschile di tennis giocato sull'erba. È stata la 39ª edizione della Mercedes Cup, che fa parte della categoria ATP Tour 250 nell'ambito dell'ATP World Tour 2016. Il torneo si è giocato a Stoccarda, sui campi in erba, dal 6 al 13 giugno 2016.

## Partecipanti

### Teste di serie
| Nazionalità | Giocatore             | Ranking* | Testa di serie |
| ----------- | --------------------- | -------- | -------------- |
| Svizzera    | Roger Federer         | 3        | 1              |
| Croazia     | Marin Čilić           | 10       | 2              |
| Austria     | Dominic Thiem         | 15       | 3              |
| Francia     | Gilles Simon          | 18       | 4              |
| Spagna      | Feliciano López       | 23       | 5              |
| Serbia      | Viktor Troicki        | 24       | 6              |
| Germania    | Philipp Kohlschreiber | 26       | 7              |
| Francia     | Lucas Pouille         | 31       | 8              |

* Ranking al 23 giugno 2015.

### Altri partecipanti
I seguenti giocatori hanno ricevuto una wild card per il tabellone principale:
- Michael Berrer
- Jan Choinski
- Juan Martín del Potro

I seguenti giocatori sono passati dalle qualificazioni:

- Fabrice Martin
- Florian Mayer
- Serhij Stachovs'kyj
- Radek Štěpánek

## Campioni

### Singolare
Dominic Thiem ha sconfitto in finale  Philipp Kohlschreiber con il punteggio di 6(2)–7, 6-4, 6-4.
- È il settimo titolo in carriera per Thiem, quarto della stagione.

### Doppio
Marcus Daniell /  Artem Sitak hanno sconfitto in finale  Oliver Marach /  Fabrice Martin con il punteggio di 6(4)–7, 6-4, [10-8].